# Centrale nucléaire de Lucens
La centrale nucléaire expérimentale de Lucens (CNEL) située sur la commune de Lucens dans le canton de Vaud en Suisse est une ancienne installation nucléaire qui a été arrêtée à la suite d'un accident nucléaire classé niveau 4 sur l'échelle INES, à la suite de la fusion d'un élément combustible du cœur sans contamination externe au site, en 1969.

## Histoire
La construction du réacteur débute en 1962. Il s'agit d'un réacteur à eau lourde refroidi par du dioxyde de carbone, de conception suisse, installé dans une caverne de 25 mètres de haut et 20 mètres de diamètre capable de fournir une puissance thermique de 30 MW permettant de générer 6 MW de puissance électrique. Ce projet de filière nucléaire suisse a été porté par la Société nationale pour l'encouragement de la technique atomique industrielle (SNA) fondée en 1961.

### Accident

Criticité de l'accident sur l'échelle INES

Il était prévu de faire fonctionner le réacteur jusqu'à la fin de l'année 1969, mais le 21 janvier 1969, lors d'un démarrage, un problème de refroidissement entraîna la fusion d'un élément combustible du cœur et une contamination radioactive de la caverne. Un rapport de 1979 conclut que la cause de l'accident est la corrosion due à l'humidité régnant dans la caverne.
L'accident, est classé au niveau 4 sur les 7 que compte l'échelle INES, et, selon cette échelle, c’est l’un des dix accidents les plus sérieux dans le domaine de l’électro-nucléaire civil dans le monde[réf. nécessaire]. Ni le personnel, ni la population n'ont subi d'irradiation ; les mesures de radioactivité effectuées dans le voisinage n'ont pas prouvé de dépassement des niveaux naturels ; les analyses faites à l'Hôpital de l’Île à Berne sur le personnel n'ont montré aucune mise en danger, bien que la caverne eût été fortement contaminée.
La caverne a été décontaminée dès le 3 mars 1969, et le réacteur commence à être démantelé au cours des années suivantes. En 1992, elle est partiellement comblée par du béton et les derniers déchets sont acheminés au centre d'entreposage temporaire de déchets nucléaires à faible radioactivité de Würenlingen en septembre 2003 (démantèlement de niveau II).
Après que l'Office fédéral de la santé publique a constaté en avril 2012 que des valeurs de tritium avaient crû, l'Inspection fédérale de la sécurité nucléaire a publié un inventaire des radionucléides se trouvant encore dans les cavernes bétonnées. Il s'agit des éléments suivants :
- 0,011 g argent 108 ;
- 0,0011 g césium 137 ;
- 0,00048 g strontium 90 ;
- 0,000015 g cobalt 60.

L’eau contaminée avec du tritium pèse aujourd’hui quelque 0,002 g. Dans cette eau se trouve encore une quantité de 0,0003 g de tritium. En outre, 4 g d’uranium 235 sont contenus dans les 400 g d’uranium faiblement enrichi (0,96 %) se trouvant de façon dispersée dans la caverne. En plus, une quantité d’environ 0,05 g de plutonium 239 se trouve encore dans la caverne.[réf. nécessaire]
À partir d'octobre 1997, les locaux servent de réserve et de dépôt à divers musées et institutions culturelles du canton de Vaud.